# Sopralluoghi in Palestina per il Vangelo secondo Matteo
Sopralluoghi in Palestina per il Vangelo secondo Matteo és una pel·lícula documental italiana del 1965 dirigida per Pier Paolo Pasolini.

## Història
El 1963 Pasolini va anar a Palestina, juntament amb don Carraro, a la recerca de l'escenari on rodar L'evangeli segons sant Mateu, amb l'esperança de trobar llocs que recordar el món bíblic arcaic.
En viatjar pels llocs de la predicació de Crist, reconeix en ells els elements típics del camp del sud d'Itàlia. Pasolini està sorprès per la modernitat d'algunes zones d'Israel, com ara Tel-Aviv i la part israeliana de Jerusalem, en fort contrast amb els pobles pobres arcaics del món àrab. Sap que és aquest últim el que ha conservat les característiques del període Crist en els seus vestits, mentre que el món jueu està massa occidentalitzat i industrialitzat per ser utilitzat a la pel·lícula. En estret contacte amb els habitants, s'adona que seria impossible trobar figurants adequats per a la seva pel·lícula tant entre els jueus, per les seves cares massa modernes, com entre els àrabs, per les seves cares precristianes. Prop de Natzaret, Pasolini entrevista alguns habitants d'un kibutz sobre la seva organització social i el sistema educatiu dels seus fills. Abans d'entrar a Jerusalem, el director afirma estar decebut per les seves investigacions i suggereix la possibilitat de recrear l'escenografia de la seva pel·lícula en un altre lloc, encara que la senzillesa i la petitesa dels llocs on Crist predicava foren per a ell una lliçó de vida.
El documental acaba amb una visita a Jerusalem, la grandesa de la qual fascina Pasolini, i a Betlem, amb les imatges de la gruta on, segons la tradició, va néixer Crist.